# Toxorhina (Ceratocheilus) flavicostata
Toxorhina (Ceratocheilus) flavicostata is een tweevleugelige uit de familie steltmuggen (Limoniidae). De soort komt voor in het Afrotropisch gebied.